# Julie Vilmont
Julie Vilmont est une comédienne, pédagogue, metteur en scène et coach d'interprétation, née Claudine Vilmont le 21 juillet 1944 à Dole (Jura) et morte le 19 août 2020 à Villejuif. Fondatrice de l'Atelier A de Théâtre (puis Le Cercle B.S.), elle a également réalisé plusieurs courts et moyens-métrages.

## Biographie

### Débuts
Après des études de psychologie de l'enfant à Lyon, elle s'établit à Clermont-Ferrand où elle contribue, en qualité d'éducatrice, au développement des méthodes de pédagogie active auprès d'enfants en difficulté. C'est dans ce contexte qu'elle participe à un stage de jeu dramatique pour la jeunesse organisé par le metteur en scène et pédagogue Miguel Demuynck. En 1969, elle intègre comme comédienne le Théâtre de la Clairière, la troupe de Miguel Demuynck, et s'installe à Paris.

### Au théâtre
De 1969 à 1974, elle participe aux créations du Théâtre de la Clairière, notamment Le Pêcheur d’images (1969), Chez moi, dans mon quartier (1970) et Soleil aux trousses (1972), présentés au festival d'Avignon dans le cadre du Théâtre pour jeunes spectateurs. Elle contribue également au volet éducatif de la troupe, enseignant le jeu dramatique auprès d’éducateurs et de médecins lors de stages CEMÉA dirigés par Miguel Demuynck. Dans le même temps, elle poursuit sa formation de comédienne auprès de Jacques Lecoq.
En 1973, elle rejoint le Théâtre du Soleil d'Ariane Mnouchkine. C'est là qu'elle s'initie à la commedia dell'arte et au travail du masque. Elle participe notamment à la création de L’Âge d’or, première ébauche (1975), dans le rôle de Madame Langrenier. Cette période de recherche et d'expérimentation intenses nourrira profondément son parcours ultérieur.

### À l'écran
Parallèlement à ses projets à la scène, Julie Vilmont joue dans plusieurs longs-métrages, notamment L'Enfant sauvage de François Truffaut (1969) [réf. souhaitée], Raphaël ou le Débauché de Michel Deville (1971), Jour d'été de Raymond Pécou (1971) ou L'Annonce faite à Marie de Pierre Maintigneux (1972). Elle est également le personnage éponyme dans le feuilleton télévisé Les Aventures de Pierre et Julie de Jean Bataille (1975).
Son travail de réalisatrice est ancré plus nettement dans le documentaire social et politique. À cet égard, sa collaboration avec Joris Ivens et Marceline Loridan-Ivens sur la série documentaire Comment Yukong déplaça les montagnes (1976) est décisive. En 1975, elle réalise avec Alain Landau Tchembe Red, documentaire de 40 min. en 16 mm décrivant les conditions de vie et les espoirs des travailleurs de Guyane dans les rhumeries, les scieries et les entreprises forestières.
En 1977, elle parachève sa formation à la réalisation auprès de Nick Tanis, à l'Université de New York.

### Formation et entraînement de l'acteur
À partir de 1983, elle se consacre en priorité à la formation et à l'entraînement de l'acteur, d'abord dans le cadre de l'Atelier international de théâtre de Blanche Salant et Paul Weaver, dont le travail s'inspire à la fois des recherches de Stanislavski, Michel Tchekhov, Peter Brook, Cecily Berry, Étienne Decroux, et des méthodes de jeu développées par Lee Strasberg (Actors Studio).
En 1990, elle fonde à Paris l’Atelier A de Théâtre, centre de formation et d’entraînement de l’acteur, qu'elle dirige, en collaboration avec Philippe Naud, jusqu'en 1994. À partir de 1995, elle poursuit son travail au sein de sa nouvelle structure, Le Cercle B.S.

### Coaching
À côté du travail de formation et d'entraînement mené au sein de son Atelier, Julie Vilmont est régulièrement sollicitée comme coach d'acteurs, pour la télévision (par exemple, sur la série H, Canal+, 1998), et surtout pour le cinéma. Elle a notamment préparé les acteurs pour les rôles principaux sur Métisse de Mathieu Kassovitz, 1993 ; Agents secrets de Frédéric Schoendoerffer, 2003 ; Le Concile de pierre de Guillaume Nicloux, 2006 ; Indigènes de Rachid Bouchareb, 2006 (prix d'interprétation masculine attribué collectivement à Sami Bouajila, Jamel Debbouze, Samy Naceri, Roschdy Zem et Bernard Blancan au Festival de Cannes 2006) ; Coluche : L'Histoire d'un mec d'Antoine de Caunes, 2008 ; Bus Palladium de Christopher Thompson, 2010 ; Intouchables (2011, César du meilleur acteur 2012 pour Omar Sy) et Samba (2014) d'Olivier Nakache et Éric Toledano ; Pourquoi j'ai pas mangé mon père de Jamel Debbouze, 2015, et bien d'autres.

### Mise en Scène
En 1983, Julie Vilmont signait, avec Jacques-Henri Mirat, la mise en scène du Double, adapté du roman de Dostoïevski, pour la Maison des Amandiers à Paris.
De 2005 à 2014, elle a participé, à l'invitation de Gruber Ballet Opéra, à la mise en scène et à la préparation des comédiens pour deux spectacles en collaboration avec des troupes acrobatiques chinoises, Casse-Noisette (avec la troupe acrobatique de Dalian, 2009) et Alice (sur un texte de Fabrice Melquiot, avec la troupe acrobatique de Tianjin, 2012).

### Le jeu est une transposition de la vie
Son enseignement, fondé sur une conception d'un jeu organique où la "parole du corps" précède le texte, s'appuie largement sur la pratique de l'improvisation et l'exploration des actions psychophysiques. Ancrée dans les techniques spécifiques (sens-mémoire, respiration, exercices vocaux, danse, relaxation...), la pédagogie de Julie Vilmont s'est nourrie au cours du temps de multiples collaborations avec des artistes, cinéastes, musiciens, chorégraphes et philosophes.
À la question de savoir en quoi consiste le travail de l'acteur, elle répond par cette phrase, devenue emblématique : « Le jeu n'est pas la vie ; c'est une transposition de la vie : il met en évidence les mécanismes qui régissent le fonctionnement de la vie ».